# تورستن ماجنوسون
تورستن ماجنوسون (بالسويدية: Torsten Magnusson)‏ هو فيزيائي سويدي، ولد في 24 ديسمبر 1907، وتوفي في 24 نوفمبر 1987.